# Cottage Grove, Minnesota
Cottage Grove är en stad i Washington County i delstaten Minnesota i USA. Staden ligger 16 km från Saint Paul. Staden har en yta av totalt 97 km² varav 10 km² är vatten. Enligt United States Census Bureau uppgår folkmängden till 34 589 invånare (2010).